# ديك مكابي (لاعب كرة قاعدة)
ديك مكابي (بالإنجليزية: Dick McCabe) هو لاعب كرة قاعدة أمريكي، ولد في 21 فبراير 1896 في مامارونيك في الولايات المتحدة، وتوفي في 11 أبريل 1950 في بوفالو في الولايات المتحدة.

## وصلات خارجية
- ديك مكابي على موقعبيزبول رفرنس.كوم (الدوري الرئيسي) (الإنجليزية)
- ديك مكابي على موقعبيزبول رفرنس.كوم (الدوري الثانوي) (الإنجليزية)